# El Krinda
El Krinda (en árabe: خميس الساحل قريمدة‎, en francés: Krimda) es una localidad marroquí perteneciente al municipio de El Jmis, la región de Tánger-Tetuán-Alhucemas. Desde 1912 hasta 1956 perteneció a la zona norte del Protectorado español de Marruecos.